# サム・カーター
サム・カーター（Sam Carter、1989年9月10日 - ）は、スーパーラグビー・パシフィック、フォースに所属するラグビーユニオン選手。

## プロフィール
- オーストラリア・クワリンダイ出身。
- ポジションはロック(LO)。
- 身長 201cm、体重 116kg
- オーストラリア代表キャップは16（2021年1月現在）でラグビーワールドカップ2015のオーストラリア代表に選ばれた[1]。
- バーバリアンズに選ばれたことがある[2]。

## 略歴
ブランビーズ、キャンベラ・ヴァイキングズ、NSWカントリーイーグルス、キャンベラ・ヴァイキングズを経て、2019年、アルスターに加入。
レスター・タイガースを経て、2024年、フォースに加入。